# Джим Льюїс (футболіст, 1927)
Джеймс Льюїс (англ. James Lewis), відомий як Джим Льюїс (англ. Jim Lewis, 26 червня 1927, Лондон — 21 листопада 2011, Келведон-Гетч) — англійський футболіст, який грав на позиції нападника. Вважався одним з найкращих англійських футболістів-аматорів 40—60 років ХХ століття.

## Клубна кар'єра
Джим Льюїс народився в Лондоні, та розпочав виступи на футбольних полях у складі аматорської команди «Волтемстоу Авеню», в якій швидко став одним із основних гравців атакувальної ланки, та одним із кращих бомбардирів. У 1950 році короткий час грав у складі професійної команди «Лейтон Орієнт», утім після проведених 4 матчів у складі цієї лондонської команди як аматор, він повернувся до складу «Волтемстоу Авеню». У 1952 році Льюїс став гравцем лондонської команди «Челсі», в якій також грав як футболіст-аматор. У складі команди він у сезоні 1954—1955 років став чемпіоном Англії, яке стало першим чемпіонством у історії «Челсі». Під час виступів у «Челсі» Льюїса включили до складу збірної Лондона для участі в розіграші Кубку ярмарків 1955—58 років, в якому лондонська команда лише у фіналі програла збірній Барселони. У 1958 році Джим Льюїс повернувся до «Волтемстоу Авеню», де й грав до закінчення виступів на футбольних полях у 1968 році. Помер Джим Льюїс у 2011 році в містечку Келведон-Гетч у графстві Ессекс.

## Виступи за збірну
Тривалий час Джим Льюїс грав у складі аматорської збірної Англії, у складі якої він зіграв 49 матчів та відзначився 8 забитими м'ячами. Джим Льюїс також грав у складі олімпійської збірної Великої Британії на Олімпійських іграх 1952, 1956 та 1960 років. У складі олімпійської збірної загалом зіграв 6 матчів, у яких відзначився 4 забитими м'ячами.

## Титули і досягнення
- Чемпіон Англії (1):

«Челсі»: 1954–1955
- Володар Суперкубку Англії (1):

«Челсі»: 1955